# Nezumia africana
Nezumia africana es una especie de pez de la familia Macrouridae en el orden de los Gadiformes.

## Morfología
• Los machos pueden llegar alcanzar los 24,2 cm de longitud total.

## Hábitat
Es un pez bentopelágico y maríno de aguas  tropicales que vive hasta 732 m de profundidad.

## Distribución geográfica
Vive en el Golfo de Guinea.